# Juan del Horno Antillón
Juan del Horno Antillón conocido como Juan de Antillón, (Perdiguera, 1580-Tarazona, 21 de diciembre de 1630) fue un religioso e historiador español, miembro de la Orden de la Merced.

## Biografía
Nació en Perdiguera, siendo hijo de Pedro del Horno y Juana Antillón y criado por su abuelo materno cuyo apellido usaría preferentemente. Estudió en Zaragoza, ingresando en 1594 en el Convento de San Lázaro que los mercedarios tenían en la ciudad. En los años siguientes pasaría por varias comunidades mercedarias en Uncastillo, Lérida, Santa Coloma, Vich, Estella, Logroño y Barcelona, siendo examinador sinodial, parte de la Inquisición y viceprior.
En 1619 fue enviado a Roma, como representante de la orden ante el Papa y provincial de Italia. Durante su etapa italiana logró numerosas concesiones de los papas Gregorio XIV y Gregorio XV en favor de su orden. En el destino trabó amistad con el marqués de Villena, embajador de la monarquía hispana en Roma, lo que le abrió las puertas de las catacumbas de Roma y le permitió lograr varias reliquias. Estas provenían de Santa Beatriz, San Felicísimo y San Eusebio, a los que otros autores añaden San Bonifacio. Del Horno Antillón donó las reliquias de Santa Beatriz a su Perdiguera natal, pasando a ser la advocación de su iglesia parroquial y la patrona de la localidad.
En 1622 volvió a España. Fue comendador en Huesca, Calatayud y Tarazona, localidad esta en la que se asentó con las reliquias de los Santos Eusebio y Bonifacio que traía de Italia y que se conservan en la catedral de Tarazona. Durante su etapa turiasonense se dedicó a la historia de su orden, siendo una figura clave en los estudios sobre los Pedro Nolasco y Ramón Nonato así como en la clasificación y preservación de los documentos de la provincia mercedaria de Aragón. Aunque la mayoría de sus obras no fueron editadas y no han sobrevivido hasta la actualidad, otros historiadores mercedarios como Marcos Salmerón, Pedro de San Cecilio, Bernardo de Vargas, Felipe Colombo, Francisco de Neyla o José Nicolás Cavero Pérez apoyaron su trabajo en las investigaciones de Horno Antillón.
Falleció en 1630 por las complicaciones de una caída.

## Obras
- Historia de la Provincia de Aragón, del Real y Militar Orden de Nuestra Señora de la Merced[7]
- Historia del Convento de la Merced de Tarazona[7]
- Recuerdos Históricos o Memorias Cronológicas de Muchas Antigüedades del Real y Militar Orden de Nuestra Señora de la Merced[7]
- Chronica Mercenaria[7]
- Epítome Chronologico de los Generales que ha tenido la Religión de Nuestra Señora de la Merced[7]
- Historias de Fernando el Católico, del Emperador Carlos V y de Felipe II[2]